# Saint-André-des-Eaux (Loire-Atlantique)
Saint-André-des-Eaux is een gemeente in het Franse departement Loire-Atlantique (regio Pays de la Loire). De plaats maakt deel uit van het arrondissement Saint-Nazaire. Saint-André-des-Eaux telde op 1 januari 2022 6.949 inwoners.

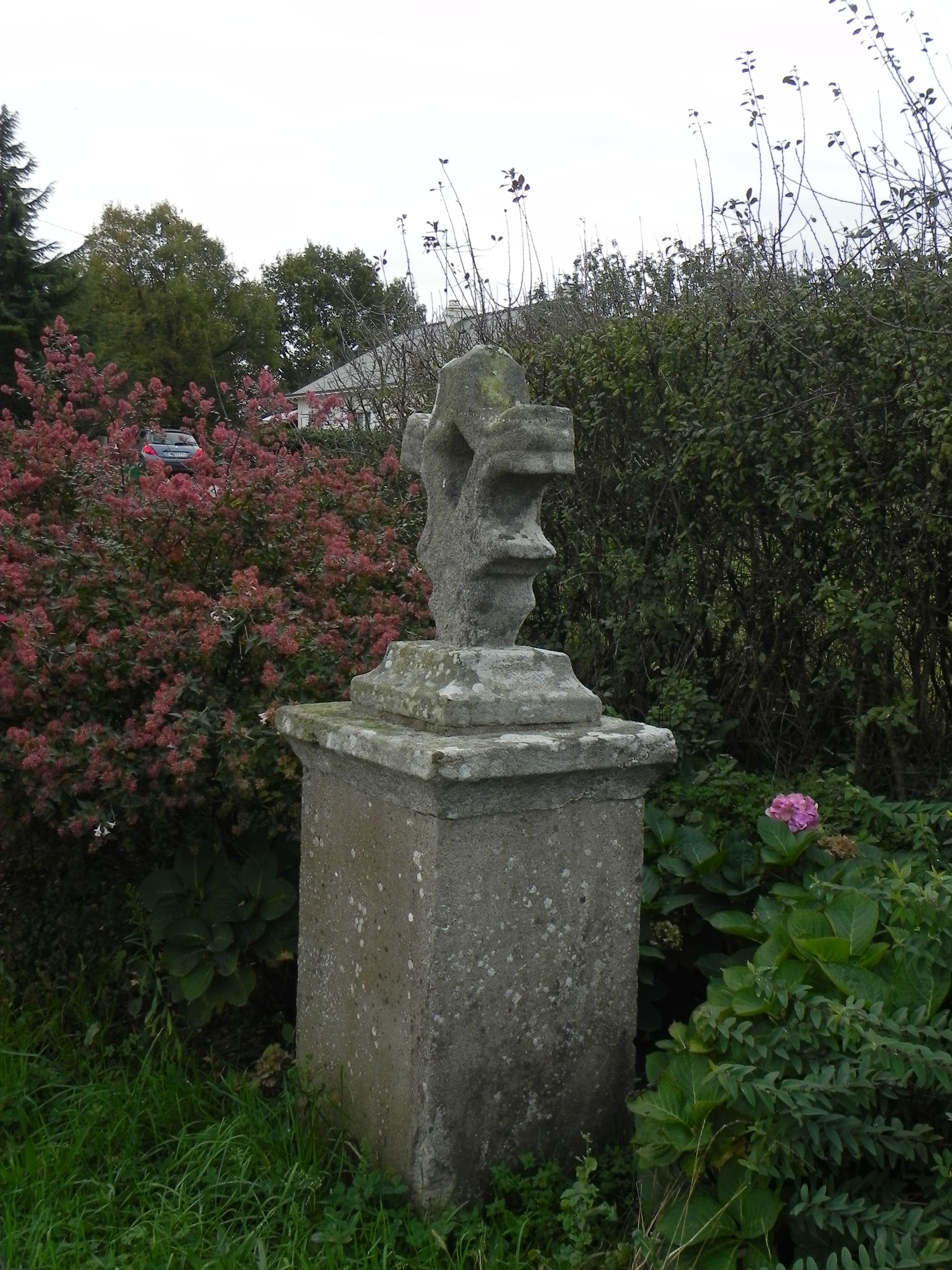

## Geografie
De oppervlakte van Saint-André-des-Eaux bedroeg op 1 januari 2022 24,71 vierkante kilometer; de bevolkingsdichtheid was toen 281,2 inwoners per km².

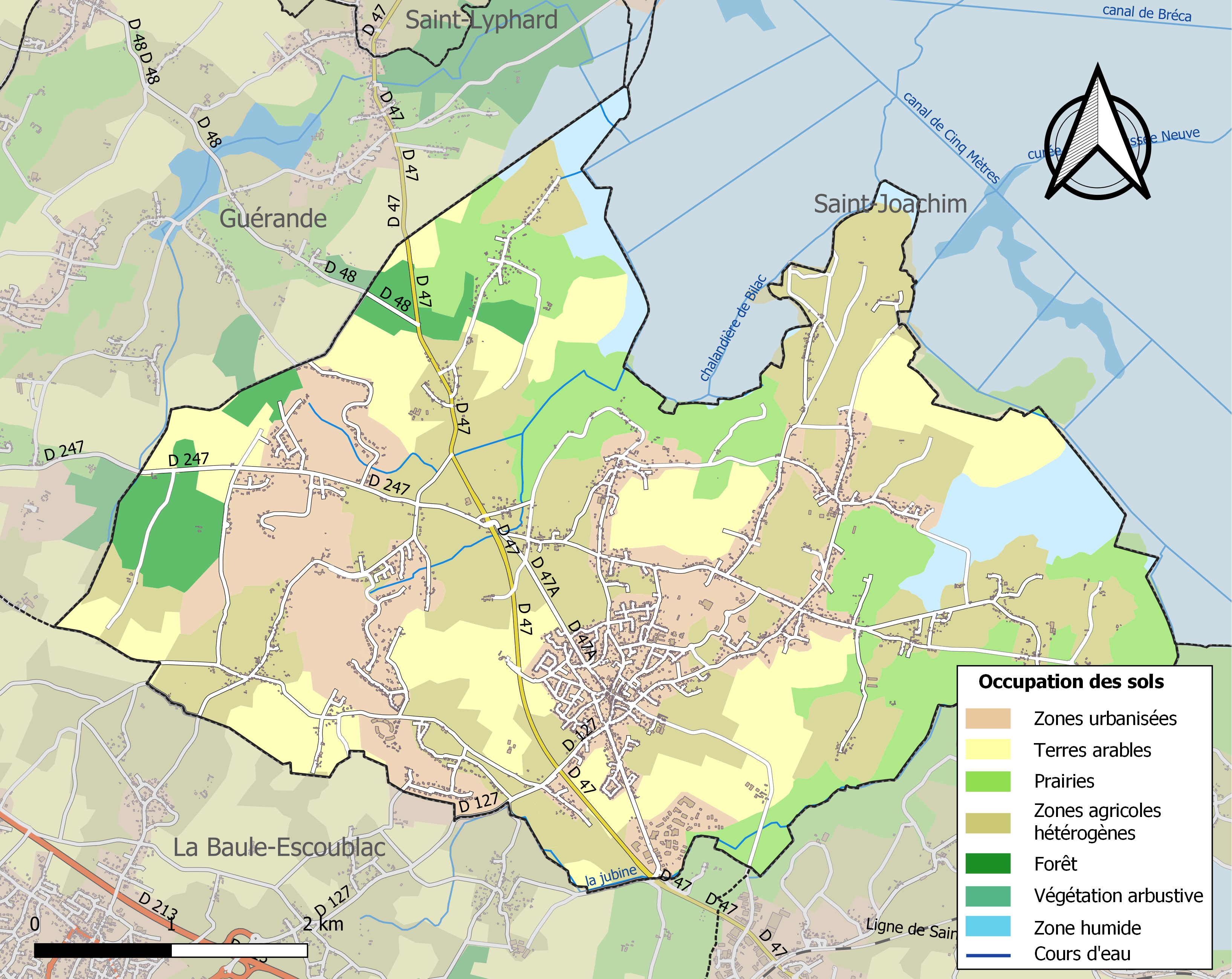
Kaart van de gemeente met de belangrijkste infrastructuur, bodemgebruik en omliggende gemeenten

## Demografie
Onderstaande figuur toont het verloop van het inwonertal (bron: INSEE-tellingen).